# Sercowy zespół X
Sercowy zespół X (ang. cardiac syndrome X, prawidłowo: dławica mikronaczyniowa) – postać choroby wieńcowej należąca do zespołów wieńcowych stabilnych. Składają się na ten zespół: bóle dławicowe, obniżenie odcinków ST w elektrokardiograficznej próbie wysiłkowej przy prawidłowym obrazie krążenia wieńcowego w badaniu koronarograficznym. Patogenezę zespołu X zazwyczaj wiąże się z patologią mikrokrążenia wieńcowego. Rozpoznanie stawiane jest po wykluczeniu innych możliwych przyczyn dławicy piersiowej. Zespół wyróżnił Kemp w 1973 roku.

## Etiopatogeneza
Występowanie bólu dławicowego przy prawidłowych tętnicach wieńcowych może wynikać z:
- upośledzenia mikrokrążenia wieńcowego, związanego z dysfunkcją śródbłonka, zmniejszoną biodostępnością tlenku azotu lub zwiększonym stężeniem endoteliny 1 czy też stanem zapalnym w ścianie tętnicy
- wzrostu wydzielania adenozyny bez uprzedniego niedokrwienia m. sercowego (adenozyna może bezpośrednio stymulować receptory bólowe)
- zwiększonego napięcia układu sympatycznego z nasiloną odpowiedzią na stymulację β-adrenergiczną
- nadmiernej wrażliwości na ból związanej prawdopodobnie z niesprawnym układem bramkowania bólu we wzgórzu i nadmierną stymulacją adrenergiczną.

U 30% chorych stwierdza się zaburzenia psychiczne, które mogą nasilać dolegliwości.

## Obraz kliniczny
U 50% chorych występuje typowa dławica piersiowa, często w trakcie wysiłku, ale może także pojawiać się w spoczynku.
Ból w sercowym zespole X trwa zwykle więcej niż 10 minut, a w 30% przypadków dłużej niż 30 minut po zaprzestaniu wysiłku. Zazwyczaj nie jest jednak typowy. Odpowiedź na nitroglicerynę podawaną podjęzykowo jest słaba lub w ogóle nie ma reakcji. W części przypadków spotyka się objawy zaburzeń lękowych z napadami lęku.

## Rozpoznanie
Rozpoznanie opiera się na badaniu podmiotowym i przedmiotowym oraz na wynikach badań dodatkowych, stawiane jest po wykluczeniu innych bardziej prawdopodobnych przyczyn.
1. EKG standardowy: zwykle prawidłowy, czasem nieswoiste zmiany odcinków ST i załamków T. Obniżenie odcinka ST w trakcie dolegliwości sugeruje sercowe pochodzenie bólu.
2. EKG wysiłkowy: przejściowe zmiany niedokrwienne (obniżenie poziome lub skośne do dołu odcinka ST), często chory nie kończy próby z powodu zmęczenia.
3. Scyntygraficzna próba obciążeniowa: obraz w spoczynku prawidłowy, w czasie wysiłku może ujawnić ubytki perfuzji. Niekiedy nie stwierdza się ani zaburzeń perfuzji, ani lokalnych zaburzeń kurczliwości - mimo wyzwalania reakcji bólowej po podaniu dobutaminy czy w trakcie przezprzełykowej stymulacji przedsionków.
4. Koronarografia: obraz tętnic prawidłowy lub nieistotne zwężenia.

## Leczenie
Leczenie jest objawowe i polega na stosowaniu nitratów, betablokerów i blokerów kanału wapniowego.